# Crazy Train
"Crazy Train" é uma canção escrita por Ozzy Osbourne, Randy Rhoads e Bob Daisley. Foi lançado em 1980 como single do primeiro álbum de estúdio de Ozzy Osbourne Blizzard of Ozz. A canção foi gravada em 1980, um ano depois de Ozzy ter saído do Black Sabbath e mais tarde incluída no álbum ao vivo Tribute to Randy Rhoads lançado em 19 de março de 1987.
A letra da música fala sobre a então vigente Guerra Fria. Ex-colegas de Randy no Quiet Riot reclamam autoria sobre o riff da canção, mas Bob insistiu que foi Randy o único autor.

## Produção
O guitarrista Greg Leon, que inicialmente tomou o lugar de Randy Rhoads em Quiet Riot, afirmou que ele ajudou Rhoads a escrever o que se tornaria o icônico riff de "Crazy Train". "A gente tava junto e eu mostrei pra ele o riff pra 'Swingtown' do Steve Miller. Eu disse: 'Olha o que acontece quando você acelera esse riff'. A gente brincou um pouco, e quando eu menos me dei conta ele levou pra um outro nível e terminou escrevendo o riff de 'Crazy Train'". O guitarrista William Weaver também afirmou ter escrito o riff de assinatura e apresentado a música a Rhoads numa sessão de estúdio. O baixista Bob Daisley, no entanto, insistiu que ele foi criado unicamente por Rhoads.

## Recepção
Steve Huey, um avaliador da AllMusic descreveu o riff de guitarra principal como "um clássico, fazendo uso de toda a escala menor de um modo nunca visto desde o auge de Ritchie Blackmore com Deep Purple".
A música é uma das mais conhecidas e reconhecíveis de Osbourne como artista solo. Foi classificado como o 9º melhor solo de guitarra de todos os tempos por leitores da revista Guitar World. A música também foi classificada em nona pela VH1 na lista das 40 Maiores Músicas do Metal, e em 2009 foi nomeada a 23ª maior música do hard rock de todos os tempos, também pela VH1, a classificação mais alta de um artista solo na lista. Em 2021, liderou a enquete dos leitores de Metal Hammer das Top 50 músicas de Ozzy Osbourne, com a revista informando que é a música mais tocada de Osbourne, com mais de 1150 apresentações ao vivo, mais de 18 milhões de visualizações no YouTube, e mais de 800 milhões no Spotify (até julho de 2025). Em 2023, Rolling Stone classificaram a música como número seis na sua lista de 100 maiores músicas do heavy metal.
"Crazy Train" foi usada como a música de saída para o clube de futebol Aston Villa F.C da Premier League. Osbourne foi um fã do time, que é baseado em sua cidade natal, Birmingham. Semelhantemente, os New England Patriots da National Football League usou "Crazy Train" como sua música de entrada durante o mandato do treinador principal Bill Belichick.

## Desempenho nas listas
O single chegou ao 49º lugar no Reino Unido na lista de singles em 1980. Nos Estados Unidos, a música alcançou o 9º lugar nas Top Tracks da revista Billboard, e o single atingiu o ápice em 6º lugar na lista Bubbling Under the Hot 100 da revista Billboard em 1981. O toque principal foi certificado como platina dupla e vendeu 1.750.000 downloads até setembro de 2010. O relançamento do Tribute foi acompanhado de um videoclipe.

## Créditos
- Ozzy Osbourne - vocais
- Randy Rhoads - guitarra
- Bob Daisley - Baixo, letra
- Lee Kerslake - bateria
- Don Airey - teclados
- Lyndsey Bridgewater - teclados em 1987